# Embaràs ectòpic
Un embaràs ectòpic (del gr. ἐκ, "fora", i τόπος, "lloc") és aquell que es desenvolupa fora de l'úter, ja sigui a la trompa de Fal·lopi (el més freqüent), a l'ovari, al recte, a l'epipló major, a la melsa, al fetge, al canal cervical, a la regió retroperitoneal o a la cavitat pelviana o abdominal. Els signes i símptomes inclouen clàssicament dolor abdominal i sagnat vaginal amb o sense dolor, però menys del 50 per cent de les dones afectades tenen aquests dos símptomes. El dolor es pot descriure com agut, apagat o com una rampa. El dolor també es pot estendre a l'espatlla si s'ha produït sagnat a l'abdomen. Un sagnat greu pot provocar un ritme cardíac ràpid, síncope, hemoperitoneu massiu o xoc hipovolèmic. A banda de casos molt rars, el fetus no pot sobreviure. La litopedia és una complicació poc comuna de l'embaràs ectòpic.
L'ovari allibera un òvul que és succionat per una de les trompes de Fal·lopi, on és impulsat per diminuts cilis similars a pèls fins que, diversos dies després, arriba a l'úter. Normalment, la fecundació de l'òvul s'efectua a la trompa de Fal·lopi, però la implantació té lloc a l'úter. No obstant això, si la trompa s'obstrueix (per exemple, a causa d'una infecció prèvia), l'òvul pot desplaçar-se lentament o fins i tot quedar embussat. L'òvul fecundat potser mai arribi a l'úter i, en conseqüència, es produeix un embaràs ectòpic. En general, els embarassos ectòpics es desenvolupen a una de les trompes de Fal·lopi (embaràs tubàric). Són infreqüents els embarassos a la cèrvix uterina, a l'ovari a la cavitat abdominal o pelviana i els cornuals (en els quals l'òvul està implantat al gruix del miometri de la porció cornual uterina). La gestació heterotòpica és un trastorn obstètric en el qual coexisteixen un embaràs intrauterí normal i un embaràs ectòpic. La incidència dels embarassos heterotòpics arreu del món ha augmentat significativament en el decurs dels darrers anys, com a conseqüència de la generalització de les tècniques de fecundació in vitro.

Dibuix esquemàtic de diversos tipus d’embaràs ectòpic (EE): N. nidació normal, a. EE intraabdominal, b. EE del corn, c. EE tubàric ístmic, d. EE tubàric ampul·lar, e. EE tuboabdominal, f. EE ovàric, g. EE cervical, h. EE intramural.

## Causa i diagnòstic
Entre els factors de risc de l'embaràs ectòpic s'inclouen les malalties inflamatòries pelvianes, sovint a causa d'una infecció de transmissió sexual, com ara la clamidiosi o la gonocòccia; el tabaquisme; els parts anteriors amb cesàrea; el trastorn per estrès posttraumàtic; el tractament quirúrgic previ de trompes; l'esquistosomosi genital; la infertilitat i la pràctica de procediments de reproducció assistida. S'ha descrit algun cas excepcional d'embaràs ectòpic tubàric bilateral després de l'administració de clomifèn (un fàrmac inductor de l'ovulació), d'embaràs ectòpic  heterocrònic després d'haver induït l'ovulació amb metotrexat injectat, d'embaràs ectòpic tubàric i esplènic simultani després d'una fecundació artificial, d'embaràs ectòpic tubàric amb cos luti contralateral, d'embaràs ectòpic nou anys després d'una histerectomia i d'hemoperitoneu secundari a la ruptura d'un embaràs ectòpic tubàric causada per una mola hidatiforme. Les gestants que prèviament han tingut un embaràs ectòpic tenen un risc molt més gran de tenir-ne un altre. En els rars casos que una dona queda embarassada amb un dispositiu intrauterí (DIU) col·locat, el risc de tenir un embaràs ectòpic és elevat. Els embarassos ectòpics són menys freqüents entre les dones blanques. Cal incloure l'embaràs ectòpic en la diagnosi diferencial de l'abdomen agut, fins i tot en dones histerectomitzades, de la malaltia trofoblàstica gestacional, i de l'embaràs molar. Pot ser el resultat d'un avortament induït amb fàrmacs abortius sense supervisió mèdica.
La detecció de l'embaràs ectòpic es realitza normalment mitjançant anàlisis de sang per detectar gonadotropina coriònica humana (hCG) i proves d'imatge mèdica, com ara l'ecografia obstètrica. L'ecografia funciona millor quan es realitza des de la vagina. Poden ser necessàries altres eines diagnòstiques complementàries per identificar les característiques particulars d'un embaràs ectòpic i la seva localització exacta. La tomografia computada amb contrast radiològic és útil en la diagnosi, el seguiment i la planificació preoperatòria dels embarassos ectòpics abdominals avançats. Altres causes de símptomes similars als de l'embaràs ectòpic inclouen: avortament espontani, torsió ovàrica, apendicitis aguda i coriocarcinoma ovàric primari. La concurrència en una mateixa dona d'un embaràs ectòpic trencat, d'una torsió anexial, d'un quist ovàric dermoide, d'endometriosi i de múltiples fibromiomes uterins és un fet extraordinari.

## Tractament
L'ús del medicament metotrexat funciona tan bé com la cirurgia en alguns casos. Específicament funciona bé quan la beta-HCG és baixa i la mida de l'embaràs ectòpic és petita. De vegades, combinant el metotrexat amb l'embolització angiogràfica de l'artèria uterina es pot preservar la fertilitat de dones que tenen un embaràs ectòpic cervical. La salpingectomia (eliminació quirúrgica de les trompes de Fal·lopi) encara es recomana normalment si la trompa s'ha trencat o els signes vitals de la persona són inestables. La cirurgia pot ser laparoscòpica o mitjançant una incisió més gran, coneguda com a laparotomia, quan l'embaràs ectòpic està molt avançat. La morbiditat i la mortalitat de les mares són més baixes amb el tractament immunosupressor. Molt rares vegades, l'abordatge quirúrgic durant una laparotomia per un embaràs ectòpic abdominal és la causa d'una àmplia lesió en el còlon sigmoide que requereix l'anastomosi terminoterminal del budell afectat.

## Epidemiologia
El percentatge d'embarassos ectòpics és d'entre l'1 per cent i el 2 per cent de tots els naixements vius als països desenvolupats, aproximadament, tot i que pot arribar al 4 per cent en el grup de dones que utilitzen mètodes de reproducció assistida. És la causa de mort hemorràgica més freqüent de la mare durant el primer trimestre de gestació, aproximadament entre un 6-13 per cent del total. Al món desenvolupat els resultats han millorat, mentre que al món en desenvolupament sovint continuen sent pobres. El risc de mort entre els països desenvolupats és d'entre el 0,1 i el 0,3 per cent, mentre que en el món en desenvolupament és d'entre l'1 i el 3 per cent. A Nigèria és superior al 8 per cent. L'embaràs ectòpic cornual, també anomenat embaràs intersticial, és un dels embarassos ectòpics amb una taxa de mortalitat materna més alta. A vegades, els símptomes i els resultats ultrasonogràfics d'aquest tipus d'embaràs es poden confondre amb els d'un avortament incomplet.

## Història
El Cristianisme va heredar i aceptar la idea expressada en l'Antic Testament provinent del món judaic que atribuïa l'origen de la malaltia a un càstic diví pels pecats comesos. Així, per la influència de la religió es va creure durant molt de temps que la causa dels embarassos ectòpics eren les conductes immorals. La primera descripció coneguda d'un embaràs ectòpic és d'Az-Zahrawí al segle xi. El cirurgià francès François Mauriceau (1637–1709), va publicar l'any 1668 la seva obra Traité des Maladies des Femmes Grosses et Accouchées, en la qual es defineix clarament l'embaràs tubàric com una complicació obstètrica. El 1883, el ginecòleg britànic Robert Lawson Tait (1845–1899) va practicar la primera intervenció quirúrgica amb èxit d'un embaràs ectòpic, aconseguint la supervivència de la mare.